# Amaurobius heathi
Amaurobius heathi är en spindelart som först beskrevs av Chamberlin 1947.  Amaurobius heathi ingår i släktet Amaurobius och familjen mörkerspindlar. Inga underarter finns listade i Catalogue of Life.